# 強烈熱帶風暴北冕 (2002年)
強烈熱帶風暴北冕（英語：Severe Tropical Storm Kammuri，國際編號：0212）是2002年太平洋颱風季的一個熱帶氣旋。

## 气象历史
2002年7月低，菲律宾附近海域有大规模季风天气系统持续存在。8月2日，有热带低气压在吕宋岛西北海岸近海形成并向西北偏西方向移动。8月3日晚，低气压在香港近海升级成热带风暴并获名“北冕”（Kammuri）。由于受到逐渐减弱的高压脊影响，风暴转向北上逼近中华人民共和国。8月4日晚，北冕在达到风力时速100公里的最高强度后，在8月5日清晨6時15分在汕尾市碣石灣沿海地區登陸，隨後在8月6日凌晨在江西省減弱為低壓區，最终于8月7日在中国东部沿海山地上空消散，其残留与一股冷锋合并。

## 影响

### 中国
中国大面积地区出现暴雨，其中又以广东情况严重。

#### 广东省
廣東省三防辦稱，北冕脾氣怪異難以揣摸，徘徊式移動，進退無常，時速10公里如同散步一樣悠閒，以至於專家稱這是廣東防風史所少見。廣東省三防辦專家指出：此次熱帶風暴從目前預報的情況看，量級雖然不是太大，但必須立足於“防重於搶”，要從多方面應對防範。
广东省有两座水坝被洪水摧毁，还有10人因山体滑坡丧生。全省有超10万人因洪灾被迫撤离，还有6810套房屋被毁。许多道路、铁路和隧道因洪灾受损，省内大片地区停水断电。降雨量缓解了广东的旱情，但更为内陆的地区之前几个月里曾爆发致命性的洪灾，因此北冕的降水可谓雪上加霜。

##### 汕尾市
在北冕登陸點附近地區的自動站錄得了10到11級大風，最大的有：5時陸豐甲東鎮政府大風28·４m／s，6時陸豐碣石鎮農委大風28·３m／s，7時陸豐揭石鎮農委大風30·１m／s，7時汕尾紅海灣海上運動基地大風30·０m／s。
汕尾市的個別村莊也在暴雨中直喘粗氣，不少民房和尚未收割的稻穀浸泡在水中。在陸豐市湖東鎮的南田村，其村道上已是流水湍急。

##### 汕頭市
在8月2日至6日的幾天時間裡，汕頭觀測站測得的降水量達200毫米，潮陽氣象站和澄海氣象站測得的降水量分別是275毫米和226毫米，昨晚，汕頭氣象部門發出了黑色暴雨警報。

##### 珠海市
8月4日上午11時，珠海市氣象局改掛綠色颱風信號。

#### 湖南省
风暴残留在湖南省上空与冷锋融合，摧毁了1万2400套房屋。风暴沿途引发的洪水一共导致24万5000套房屋被毁或受损，还摧毁了约60公顷农田。北冕及其残留夺走了153人的生命，造成的破坏共计价值约5亿零900万美元（42亿1900万人民币）。

### 香港
當地發出之最高熱帶氣旋警告信號： 一號戒備信號
香港天文台在8月3日上午9時50分發出一號戒備信號，當時北冕位於香港東南偏東約390公里。北冕是香港第一個「發出」而非「懸掛」的熱帶氣旋警告信號。受到北冕的環流影響，本港轉吹和緩偏北風及有零散驟雨。當北冕於8月4日進一步移近本港時，離岸地區及高地達到強風程度。天文台曾因應港內風勢增強，考慮晚間改發三號強風信號。但北冕最終仍保持本港一段距離，加上港內的風勢則因地形屏障而未有明顯增強，結果無需發出三號信號。北冕在該晚最接近香港，當時它位於香港東南偏東約130公里。天文台於8月4日下午4時50分及5時37分錄得最低瞬時海平面氣壓990.1百帕斯卡。隨著北冕移入內陸及減弱， 所有熱帶氣旋警告信號在8月5日上午11時30分取消。
與北冕殘餘相關的活躍西南季候風在8月6日早上為香港帶來大雨和雷暴，香港天文台在早上6時10分發出了黃色暴雨警告信號，直至上午11時35分取消。當日上午香港廣泛地區錄得超過100毫米雨量，而新界部份地區雨量更超過200毫米。香港因降水引发山崩，一条道路受损。當局一共收到5宗淹水報告。

### 澳門
當地發出之最高熱帶氣旋警告信號：  一號風球
與北冕殘餘相關的活躍西南季候風在8月6日早上為澳門帶來大雨和雷暴，澳門氣象局早上7時40分發出紅色暴雨警告信號，隨後在中午12時00分取消所有暴雨警報信號。

## 外部連結
- . 國立情報學研究所. （英文）